# Maurus Feyerabend

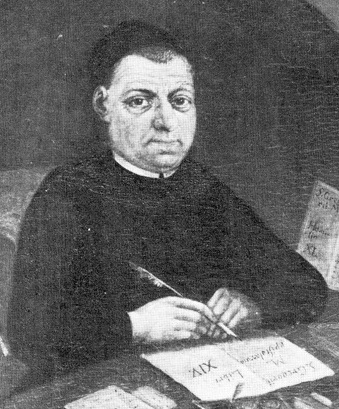
Maurus Feyerabend

Maurus Feyerabend OSB; Taufname Simon Feyerabend; (* 7. Oktober 1754 in Schwabmünchen, Hochstift Augsburg; † 8. März 1818 im Benediktinerkloster Ottobeuren) war ein deutscher Benediktiner, katholischer Geistlicher, Kirchenrechtler und Historiker.

## Leben
Maurus Feyerabend war der Sohn eines Webers. 1764 wurde er als Sängerknabe im Reichsstift Ottobeuren aufgenommen und besuchte das dortige Gymnasium (heute Rupert-Ness-Gymnasium). Anschließend studierte er unter Pater Augustin Bayrhamer (1729–1782) Katholische Theologie.
1770 trat er in das Kloster Ottobeuren ein und legte am 29. September 1771 das Ordensgelübde ab. Am 20. Dezember 1777 wurde er zum Priester geweiht (nach anderer Quelle 6. Januar 1778) und lehrte danach Kirchenrecht an der hauseigenen Klosterschule; im Herbst 1785 ernannte ihn Abt Honorat Goehl zum Präfekten des Gymnasiums und Professor der Rhetorik und Poesie. Zu seinen Schülern gehörte u. a. Barnabas Huber, der spätere Abt des Klosters St. Stephan in Augsburg.
Abt Paulus Alt (1760–1807) ernannte ihn am 20. August 1802 zum Prior; im gleichen Jahr wurde am 1. Dezember das Kloster im Zuge der Säkularisation aufgehoben. Maurus Feyerabend blieb trotzdem weiterhin im Kloster. Am 24. Oktober 1807 wurde er, nach dem Tod von Abt Paulus Alt, zum Superior der noch im alten Kloster zurück gebliebenen Mitbrüder bestellt; zu diesen gehörte u. a. Basilius Miller (1781–1844).
1814 reichte er bei Eröffnung des Wiener Kongresses durch den Fürsten Anselm Maria Fugger von Babenhausen bei Kaiser Franz II. ein Memorandum ein, in dem er darum bat, dass das ehemalige Reichsstift Ottobeuren bei der Neugestaltung des Reiches Berücksichtigung finde. Der Wunsch wurde jedoch nicht erfüllt.
Er wurde auf dem Sebastiansfriedhof in Ottobeuren bestattet.

## Schriftstellerisches Wirken
1784 veröffentlichte Maurus Feyerabend seine vierbändige Schrift Jahrbücher des Reichsstiftes Ottobeuern, in dem er die Historie des Stiftes von 764 bis 1802 beschreibt. Von 1813 bis 1815 erschien eine neue Ausgabe der Schrift unter dem Titel Des ehemaligen Reichsstiftes Ottobeuern, Benedictinerordens in Schwaben, sämmtliche Jahrbücher, in Verbindung mit der allgemeinen Geschichte und der besonderen Schwabens, diplomatisch, kritisch und chronologisch.
Von 1807 bis 1809 veröffentlichte er seine sechsbändige übersetzte Schrift Des heiligen Gregorius des Großen sämmtliche Briefe. Von 1818 bis 1820 erschien seine Übersetzung Des heiligen Cyprians von Carthago sämmtliche echte Werke.
Zudem ist er der Verfasser von Kantaten, Oden sowie Predigten.

## Mitgliedschaften und Ehrungen
Maurus Feyerabend war bis Herbst 1785 Präses der Rosenkranzbruderschaft. Die Gemeinde Ottobeuren benannte nach ihm die Pater-Maurus-Feyerabend-Straße.

## Schriften (Auswahl)
- Cultus Deo Ter Optimo Maximo, Virgineae Eiusdem Parenti, Caelitibusque A Literaria Iuventute Ottoburana Exhibendus. Ottoburae: Wankenmiller, 1791.
- Prolegomenae institutiones philosophiae rationalis compendii via adornatae. Ottobeuren 1793.
- Ars poetica ad mentem Horatii Flacci compendio exposita. Ottoburae: Ganser, 1798.
- Gewöhnliche Gebete für die kleinen Zöglinge der Ottobeurischen Schule. Deutsch und lateinisch. Ottobeuren 1798.
- Des hl. Gregor d. Gr. sämtliche Briefe, übersetzt.
  - Buch 1 bis Buch 2 (ab S. 241). Kempten 1807
  - Buch 3 bis Buch 5. Kempten 1807.
  - Buch 6 bis Buch 8. Kempten 1808.
  - Buch 9 bis 10. Kempten 1808.
  - Buch 11 bis 14 (ab S. 471). Kempten 1809.
- Ursachen, warum die heil. römisch-katholische Religion vor allen andern zu wählen sei. Übersetzt aus dem Lateinischen des Pater Franz Schmier. Einsiedeln 1810.
- Des heiligen Kirchenvaters und römischen Pabstes Gregorius des Großen Homilien oder Auslegungen und Erklärungen der meisten Evangelien auf die Sonntage und Festtage des Kirchenjahrs. Kempten: Kösel, 1810
- Des ehemaligen Reichsstiftes Ottenbeuren, Benediktiner Ordens in Schwaben sämmtliche Jahrbücher.
  - Band 1: Vom Jahr 764 bis 1106. Ottobeuren 1813.
  - Band 2: Vom Jahr 1006 bis 1519. Ottobeuren 1814.
  - Band 3: Vom Jahr 1519 bis 1740. Ottobeuren 1815.
  - Band 4: Vom Jahr 1740 bis zum Ende des Jahres 1802. Sammt einem Register, und zwei Abzeichnungen. Ottobeuren 1816.
- Rede auf die sechshundertjährige Jubelfeier wegen der wunderbaren Begebenheit mit dem heiligsten Sakramente, die sich im J. 1216. in der katholischen Dorfgemeinde Beningen unweit der Stadt Memmingen ereignete.  Ottenbeuren: 1816.
- Des heiligen Th. Z. Zyprianus, Bischofes zu Karthago, und Martyrers sämmtliche ächte Werke.
  - Band 1. Die Briefe. München 1818.
  - Band 2. Die Briefe. München 1818.
  - Band 3. Die Abhandlungen. München 1818.
  - Band 4. Schluß der Abhandlungen. München 1818.
- Pastoral, oder Hirtenregel des heiligen Pabstes Gregor der Großen. München 1826.